# Kliq
The Kliq est le nom d'un groupe de catcheurs de la World Wrestling Federation (WWF) au milieu des années 1990 composé de Razor Ramon, Diesel, Shawn Michaels, Hunter Hearst Helmsley et 1–2–3 Kid. C'est surtout Michaels, Nash et Hall qui détiennent une énorme quantité de pouvoir au sein de la société à l'époque, qui leur permet d'influencer de manière positive la carrière de chacun.
En mai 1996, The Kliq a brisé la kayfabe lors d'un Live Event au Madison Square Garden dans un incident sans scénario appelé « Curtain Call », qui a de profondes ramifications pour la WWF. À une époque où les organisations de lutte professionnelles s’efforcent de maintenir l’illusion d’histoires et des personnages, cela marque pour la première fois de tels défilés le public, obligeant la WWF et d’autres fédérations de catch à commencer à reconnaître les éléments leur programmation.
The Kliq a également été le principal catalyseur de deux des plus grands clans de l'histoire du catch : le New World Order fondé à la World Championship Wrestling et la D-Generation X fondé à la WWF.

## Formation et début de l'histoire
Avant de rejoindre la World Wrestling Federation (WWF), Shawn Michaels et Scott Hall sont amis.